# Quanzhou
|  | No s'ha de confondre amb Guangzhou. |

Quanzhou (en xinès: 泉州, en pinyin: Quánzhōu) és una ciutat-prefectura de la provincia de Fujian a la República Popular Xina. La ciutat, travessada pel riu Jin Jiang, està situada a la costa, a uns cent quilòmetres al nord-est de Xiamen. La seva àrea és de 11.245 km² i la seva població era de 8.128.530 persones l'any 2010.
Quanzhou també és coneguda amb els noms medievals de Citong, Tsia-toung, Çayton, Zayton i Zaytûn en àrab.

## Administració
La ciutat-prefectura de Quanzhou es divideix en 4 ciutats-districte, 3 ciutats-municipi i 4 comtats.
| Nom                | Simplificat | Tradicional | Pinyin        | POJ            | Àrea  | Població  | Densitat |
| ------------------ | ----------- | ----------- | ------------- | -------------- | ----- | --------- | -------- |
| Districte Licheng  | 鲤城区      | 鯉城區      | Lǐchéng Qū    | Lí-siâⁿ-khu    | 53    | 368,059   | 6,946    |
| Districte Fengze   | 丰泽区      | 豐澤區      | Fēngzé Qū     | Hong-te̍k-khu   | 127   | 529,640   | 4,170    |
| Districte Luojiang | 洛江区      | 洛江區      | Luòjiāng Qū   | Lo̍k-kang-khu   | 382   | 187,189   | 490      |
| Districte Quangang | 泉港区      | 泉港區      | Quán'gǎng Qū  | Chôan-káng-khu | 306   | 313,539   | 1024     |
| Ciutat Shishi      | 石狮市      | 石獅市      | Shíshī Shì    | Chio̍h-sai-chhī | 160   | 636,700   | 3,979    |
| Ciutat Jinjiang    | 晋江市      | 晉江市      | Jìnjiāng Shì  | Chìn-kang-chhī | 722   | 1,986,447 | 2,751    |
| Ciutat Nan'an      | 南安市      | 南安市      | Nánān Shì     | Lâm-oaⁿ-chhī   | 2,011 | 1,418,451 | 705      |
| Comtat Hui'an      | 惠安县      | 惠安縣      | Huì'ān Xiàn   | Hūi-oaⁿ-kōan   | 720   | 716,224   | 995      |
| Comtat Anxi        | 安溪县      | 安溪縣      | Ānxī Xiàn     | An-khoe-kōan   | 2,983 | 977,432   | 328      |
| Comtat Yongchun    | 永春县      | 永春縣      | Yǒngchūn Xiàn | Éng-chhun-kōan | 1,452 | 452,217   | 311      |
| Comtat Dehua       | 德化县      | 德化縣      | Déhuà Xiàn    | Tek-hòe-kōan   | 2,232 | 277,867   | 124      |

## Història
La ciutat va ser fundada durant la dinastia Tang i es va convertir en el port més important de la Xina durant les dinasties Song i Tang. Al segle xiii estava considerat un dels millors ports del món. Comunitats provinents de països llunyans es van establir a Quanzhou. Fins i tot alguns mercaders perses i àrabs tenien les seves propies tropes establertes a la ciutat. Encara avui en dia la presència islàmica és molt important a la ciutat.
La importància de Quanzhou va decréixer durant el segle xvi, quan es pirates japonesos van portar la desolació a aquestes costes. La ciutat manté vincles molt importants amb Taiwan. Es calcula que uns 9 milions de taiwanesos d'ètnia han són descendents d'emigrants procedents de Quanzhou.

## Economia
Quanzhou és un important centre exportador de productes agrícoles, com té, plàtan, litxis i arròs. També és un important productor de granit i ceràmica. Altres industries inclouen els tèxtils, calçat, confecció i moda, embalatge, maquinària, paper i productes petroquímics.
El seu PIB va ocupar el primer lloc a la provincia durant 20 anys, de 1991 a 2010. L'any 2010 suposava el 10% de la producció tèxtil i el 80% de la producció de calçat esportiu de tota Xina.

## Punts d'interès
- Temple de Kaiyuan, conegut també com a temple de la flor de lotus: construït l'any 686 durant la dinastia Tang. El seu estil arquitectònic és una barreja d'arquitectura xinesa i índia. Consta de dues pagodes, conegudes com la pagoda de l'est i la de l'oest, construïdes originàriament en fusta i reconstruïdes amb pedra durant la dinastia Song.

- Ciutat de pedra de Chongwu: situada al nord de Quanzhou. És una antiga ciutat construïda en pedra. Sembla que fou construïda durant la dinastia Ming per evitar els atacs dels pirates.

- Temple de Qingjing: és la mesquita més antiga de tota Xina. Fou construïda l'any 1009 pels comerciants islàmics residents a la ciutat.

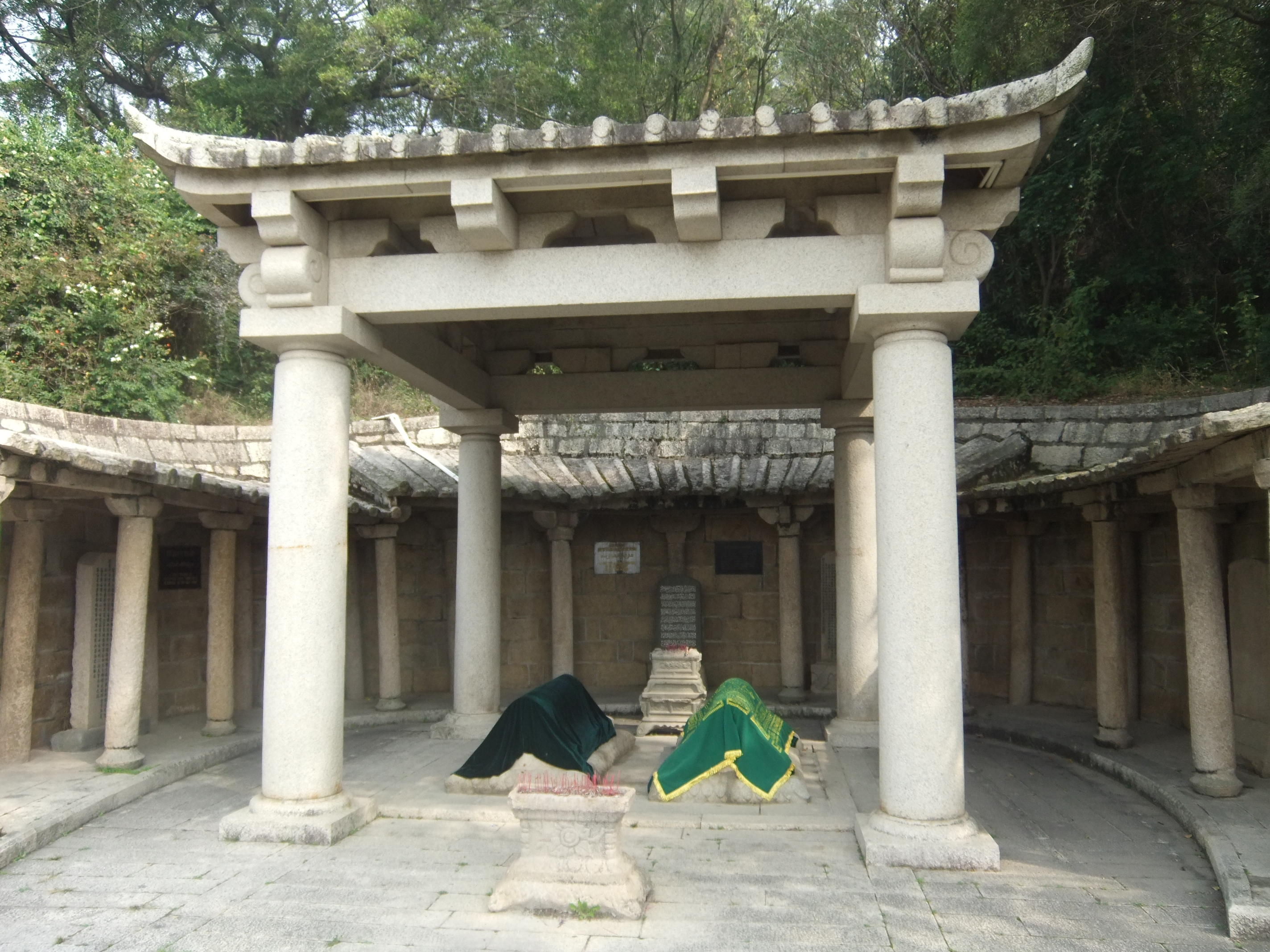
Tomba dels dos mestres, uns dels primers missioners islàmics a la Xina.
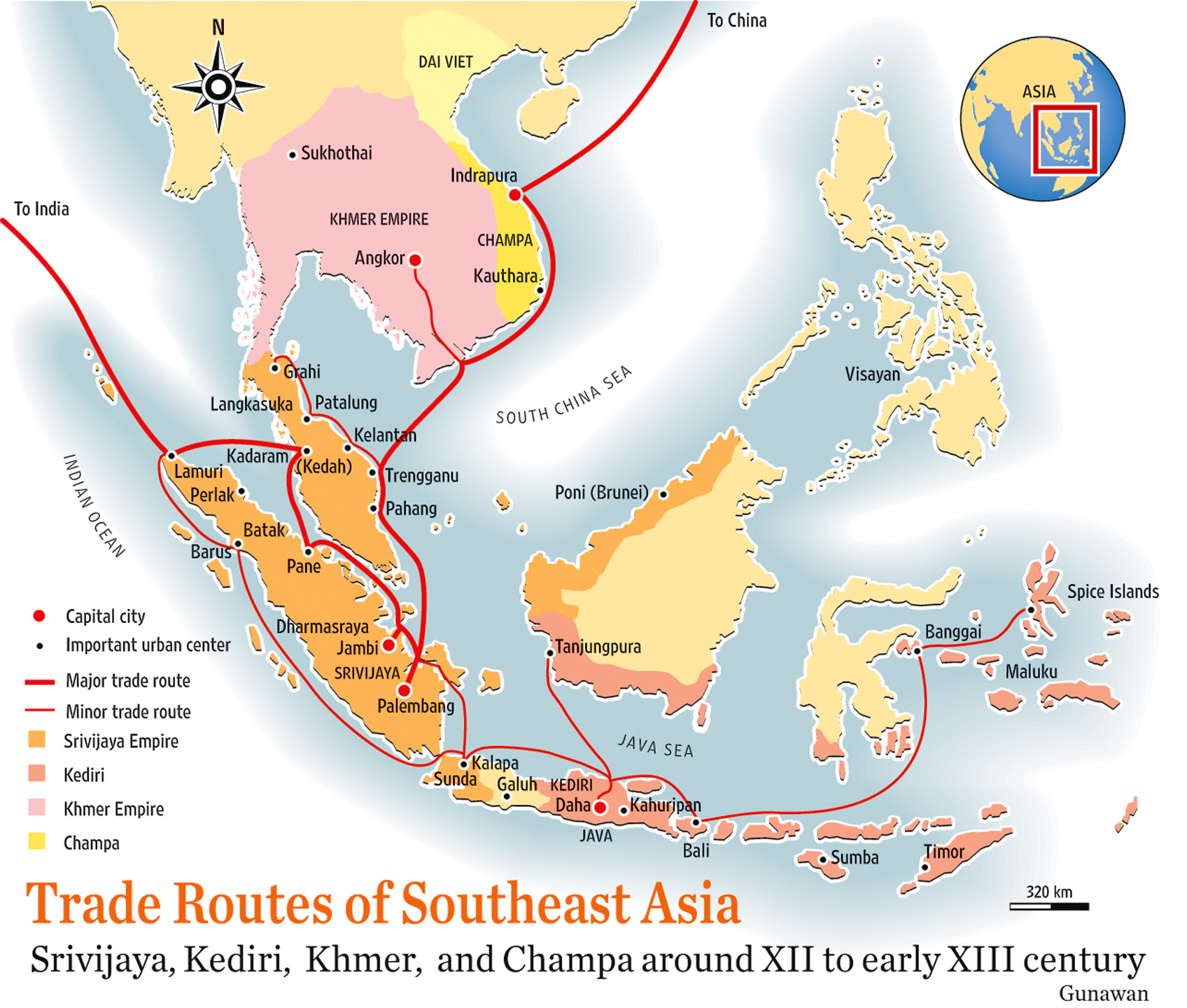
Rutes de comerç al Sud-est asiàtic durant l'apogeu de Quanzhou.
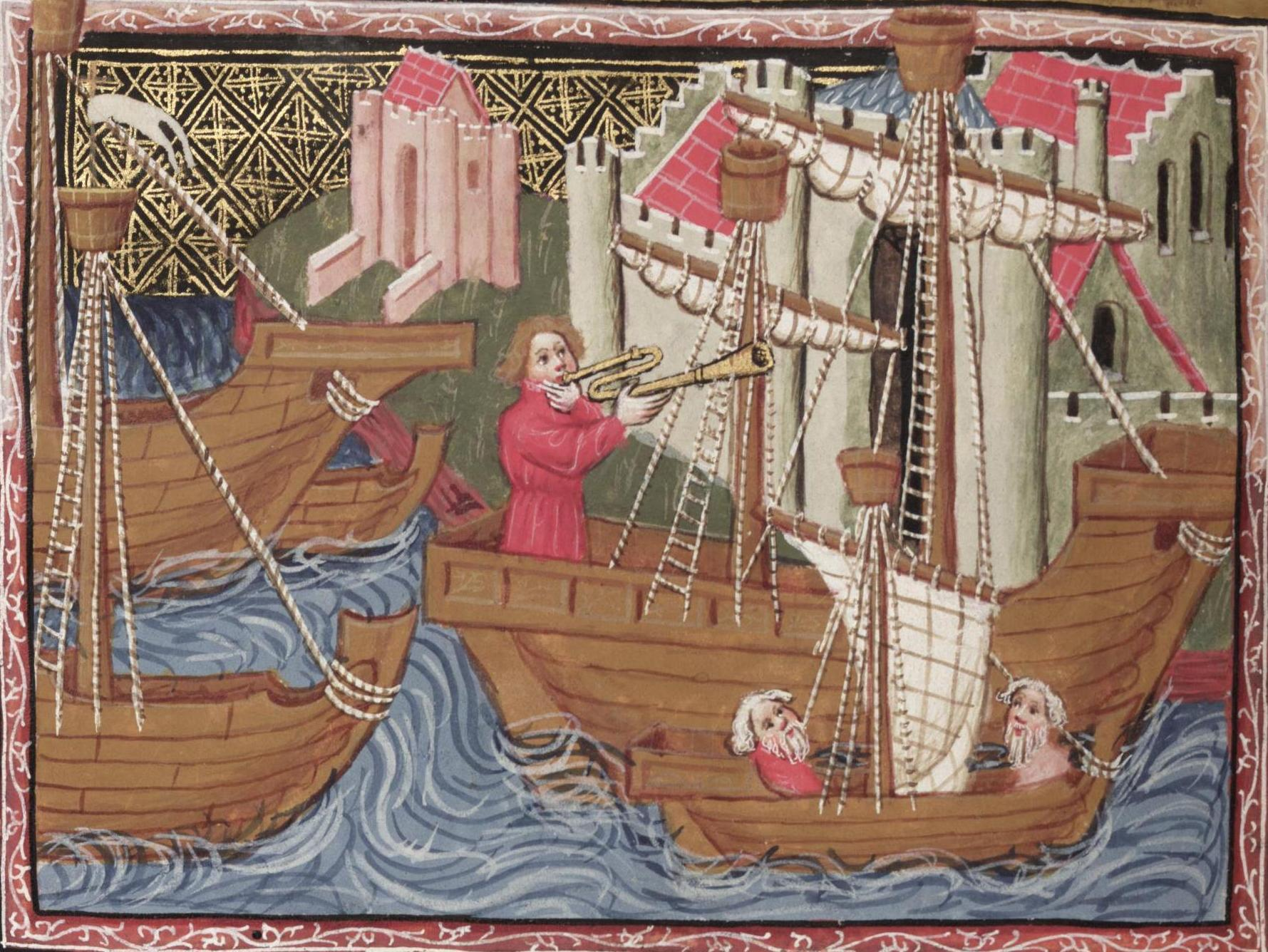
Zayton imaginat per un il·lustrador europeu del segle xv a Els viatges de Marco Polo
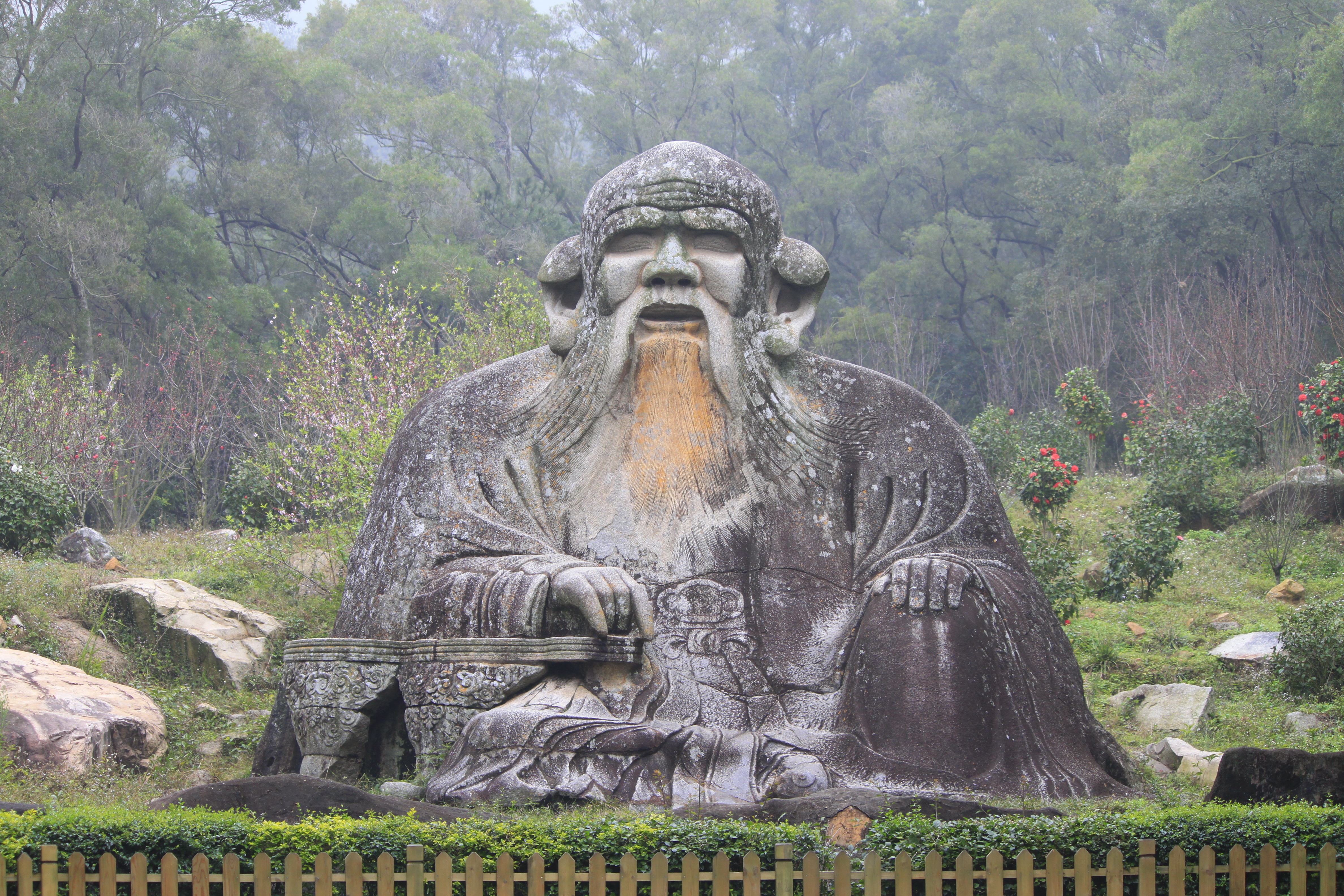
Buda a Mont Qingyuan
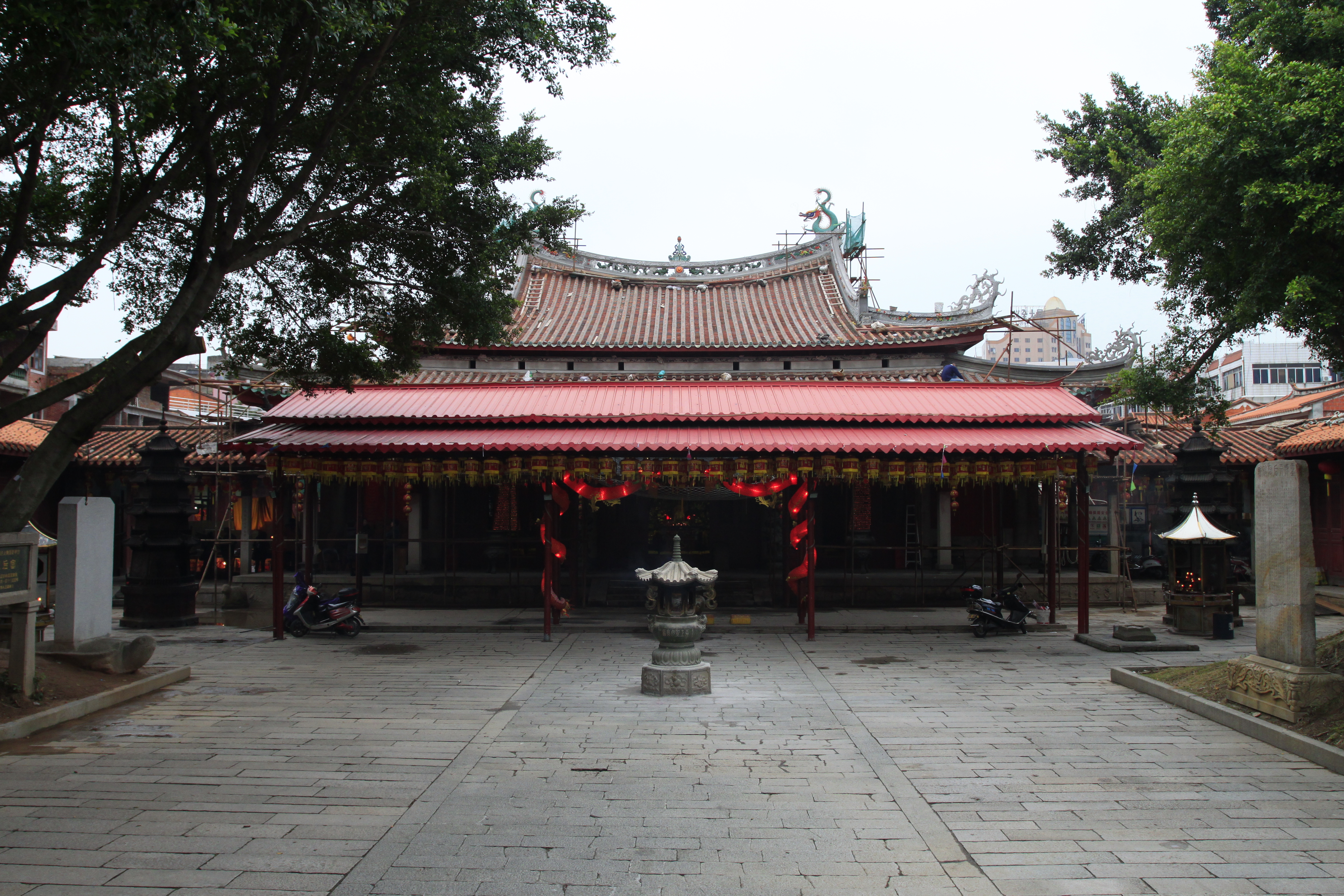
Temple Tianhou a Quanzhou
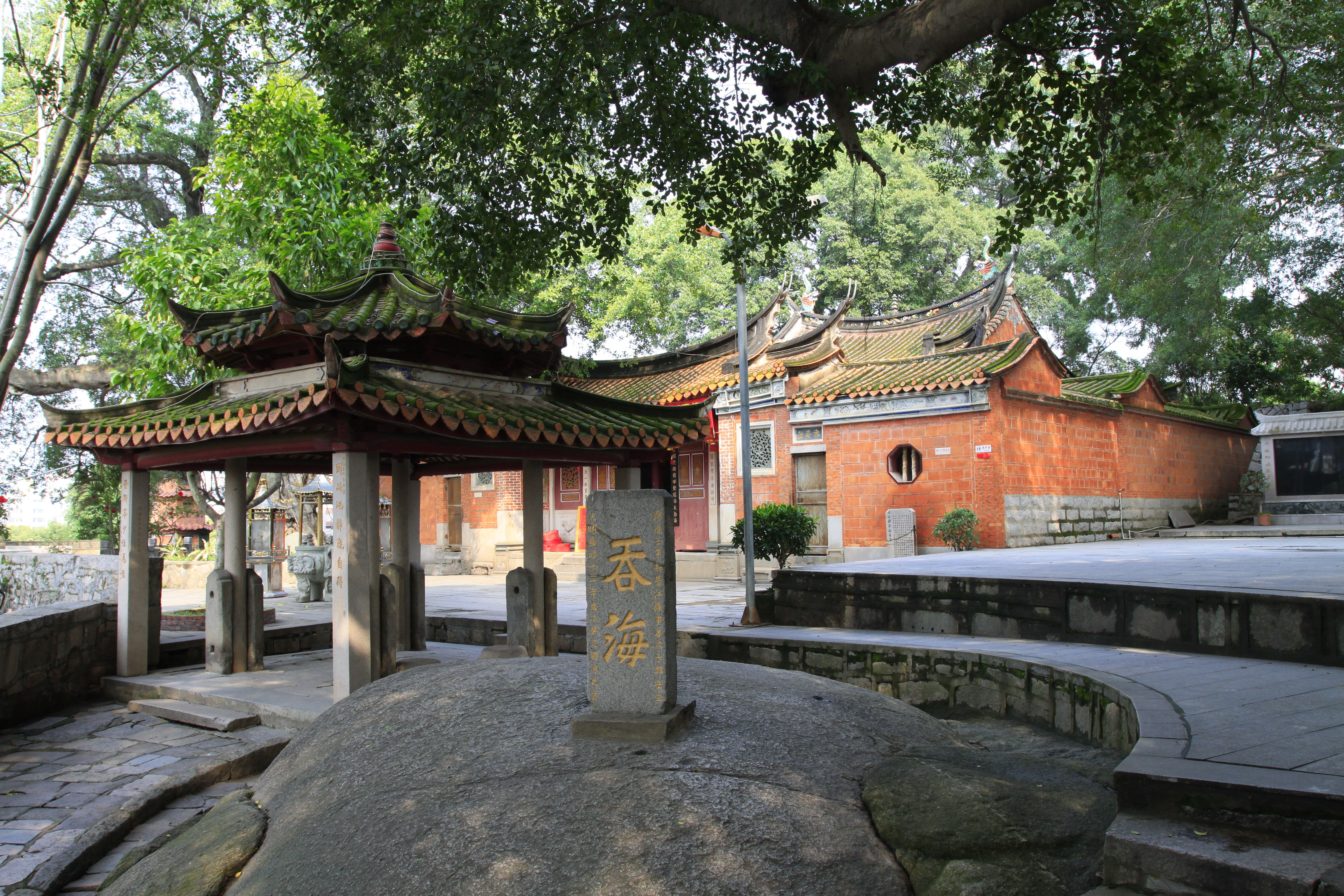
Temple budista a Quanzhou